# Trollaborg
Trollaborg eller Trolleborg var en medeltida borg belägen på en utskjutande udde mellan Årån och sjön Flåren i Voxtorps socken, Östbo härad i Småland, nära det förr av släkten Trolle ägda säteriet Ed. Lämningar av borgen är funna, men dess exakta läge och storlek är inte klarlagda.
Trollaborg var säte för fogden på orten och omtalas första gången 1367, då den nyligen hade anlagts av kung Magnus Eriksson eller Valdemar Atterdag, som vid denna tid var förbunden med honom. Den siste fogden var Henning von Lancken, vilken under Engelbrektsupproret 1434 utan strid måste uppge borgen till Engelbrekts medhjälpare Herman Berman, varefter den förstördes.